# William Cramp & Sons
William Cramp & Sons (também conhecida como:William Cramp & Sons Ship & Engine Building Company) foi um estaleiro dos Estados Unidos da cidade de Filadélfia, no estado de Pensilvânia, fundado por William Cramp em 1830. Foi um proeminente construtor de navios de casco de aço pra a Marinha dos Estados Unidos.

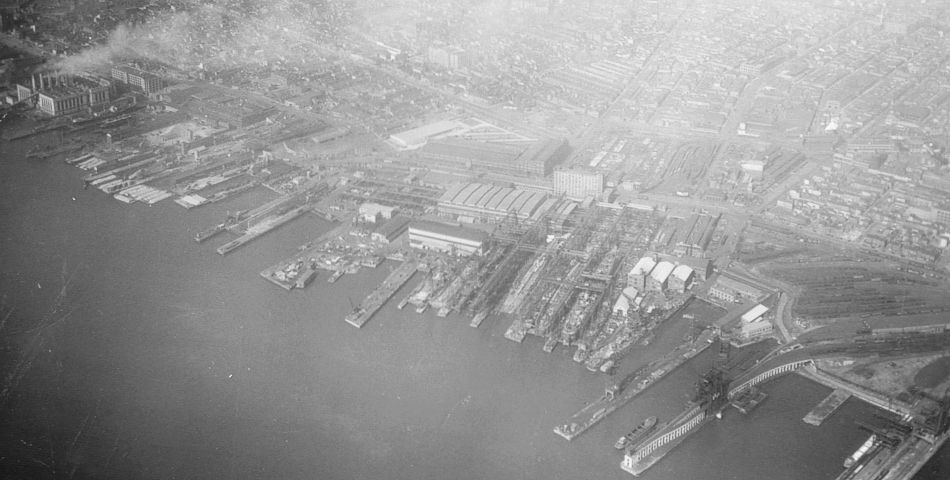
William Cramp & Sons ainda em operação as margens do Rio Delaware.

A empresa foi comprada pela The American Ship & Commerce Corporation em1919, e as instalações foram fechadas em 1927, devido aos poucos pedidos da Marinha norte-americana em consequência do Tratado Naval de Washington de 1922.
O local foi reaberto com o advento da Segunda Guerra Mundial, para construção de navios de guerra do tipo submarino e Cruzador. As instalações industriais foram fechadas em definitivo em 1947. O local foi transformado em área industrial.